# Ranunculus brotherusii
Ranunculus brotherusii är en ranunkelväxtart som beskrevs av Josef Franz Freyn. Ranunculus brotherusii ingår i släktet ranunkler, och familjen ranunkelväxter. Inga underarter finns listade i Catalogue of Life.